# 常春藤属
常春藤属是五加科下的一个属，为常绿植物。分布于歐亞非及美洲北部。

## 生態
常春藤屬植物原產自歐亞大陸和北非，但後來被引入北美和澳大利亞。在一些引入地區其成爲了入侵物種。其種子由鳥類傳播。
因為其開花結果時間與大多數植物不同，常春藤屬植物的花蜜和果實從而擁有了著極高的生態重要性。常春藤蜂（Colletes hederae）完全依靠常春藤的花蜜為生，其生命週期與常春藤屬植物的花期密切相關。其果實是許多鳥類諸如畫眉、黑頂林鶯和斑尾林鴿的食物，一些鱗翅目幼蟲也會以常春藤屬的葉子為食。

## 命名

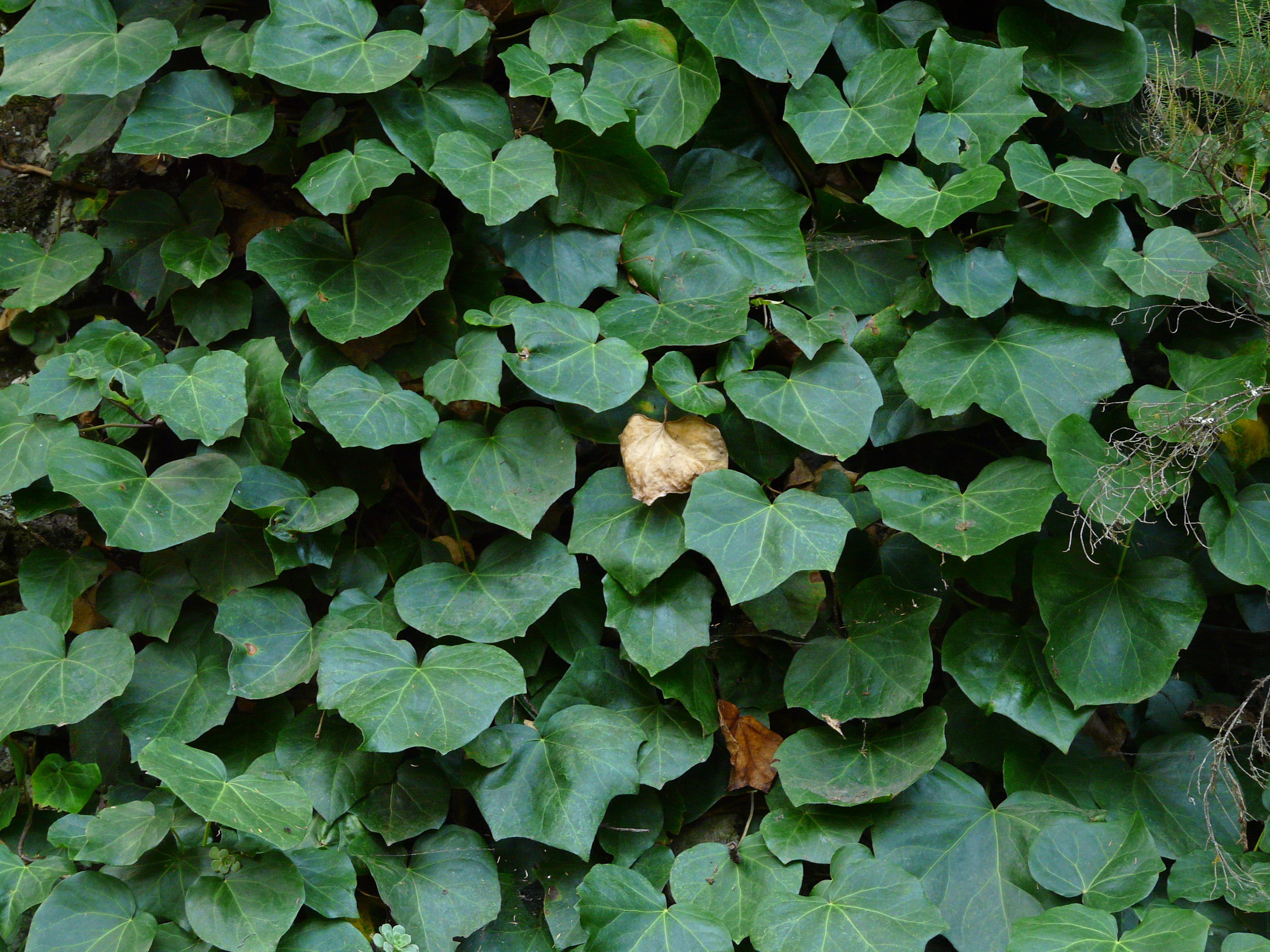
Hedera canariensis，加那利群岛的戈梅拉島

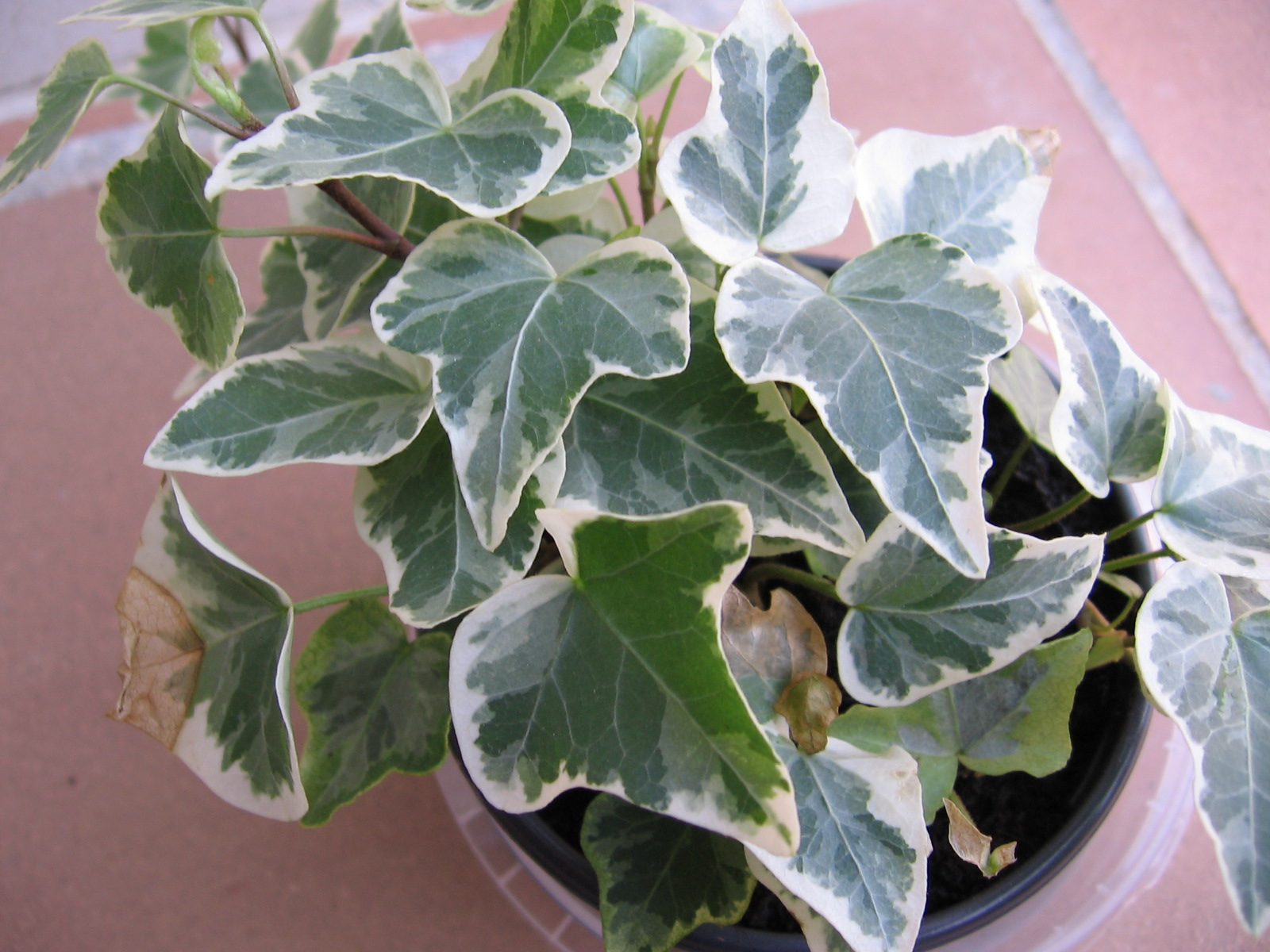
Hedera algeriensis

以下是被廣泛認為屬於該屬的種，按照葉子背面的鱗片狀或星形鱗片分為兩類：
- 鱗片狀：
  - Hedera algeriensis
  - Hedera canariensis
  - Hedera colchica
  - Hedera cypria
  - Hedera iberica
  - Hedera maderensis
  - Hedera maroccana
  - Hedera nepalensis
  - Hedera pastuchowii
  - Hedera rhombea
- 星形
  - Hedera azorica
  - Hedera helix
  - Hedera hibernica

其分佈地區基本不重疊，而實際上關於一些種是否應該劃爲常春藤（H. helix）的變種還有爭議。常春藤屬下的唯一雜交種是來自八角金盤和大西洋常春藤的× Fatshedera lizei。1910年這個雜交種首次出現於法國，現在依然有人工營養繁育的× Fatshedera lizei。此外，雖然Hedera helix和H. hibernica很相似，但它們兩者卻沒有雜交種。